# Illa de Bahrain
L'illa de Bahrain (àrab: جزيرة البحرين, jazīrat al-Baḥrayn) és una illa del Golf Pèrsic, la més gran de l'arxipèlag que conforma el Regne de Bahrain.

## Característiques físiques
Amb unes longituds màximes de 48 km de nord a sud i de 16 d'est a oest, presenta una superfície de 620 km², que suposa un 85% de l'àrea total de l'estat. La segueixen, en grandària, Hawar, de 40 km², i al-Muharraq, de 18.
Es tracta d'una illa continental plana, de 30 a 60 m d'alçària, de pedra calcària coberta per sorra. El punt més alt de l'illa és prop del centre i arriba als 134 m. Només una petita franja litoral al nord és fèrtil, usada per a l'agricultura de fruiters. Al sud, hi predominen les dunes i salines.

## Comunicacions
Diversos ponts uneixen l'illa de Bahrain amb l'illa d'al-Muharraq, al nord-est, i la calçada del rei Fahd, de 26 km de llargària, la connecta amb la Península Aràbiga, a l'oest.
A la costa nord de l'illa hi ha la ciutat d'Al-Manama, capital del país i principal port.